# Marie Guinet
Pour les articles homonymes, voir Guinet.
Marie Guinet, née le 2 juillet 1975, est une gymnaste française pratiquant la discipline du tumbling.

## Carrière
Aux Championnats d'Europe de trampoline 1993 et aux Championnats du monde de trampoline 1994, elle remporte la médaille d'or en tumbling par équipes,.